# Большое Салтаево
Большое Салтаево (сев.-зап. мар. Кугу Вӓкнӫмӓл) — деревня в Кикнурском сельском поселении Кикнурского района Кировской области. 

## История
Одно из древнейших поселений северо-западных марийцев («санчурской черемисы»). Существовало уже в XVII веке на землях марийского Лижнинского княжества, позже входило в состав Шаптинской волости ясачных черемисов—старокрещен Царевосанчурского уезда, а в XIX—начале XX века — Цекеевской волости Яранского уезда Вятской губернии.

## Население
| 2010 |
| ---- |
| 19   |

## Национальный состав
По состоянию на начало XX века пофамильный национальный состав был следующим:
- Бураковы — ?
- Глушковы — ?
- Жарковы — марийцы
- Замятины — марийцы
- Казаковы — ?
- Кузнецовы — марийцы
- Новокшоновы — марийцы
- Соколовы — ?
- Соломины — марийцы
- Толстухины — марийцы
- Фуриновы — русские
- Хлебниковы — марийцы
- Храповы — марийцы